# Pequiá
Pequiá (Caryocar villosum), é uma árvore típica da floresta pluvial da Amazônia, da família das cariocaráceas, com frutos e lenho semelhantes ao pequi. Nativa do Brasil, é encontrada nos estados ddo Amazonas, Roraima, Amapá, Pará, Maranhão, Rondônia e Mato Grosso. Também é encontrada na Guiana Francesa.
Foi descrita originalmente como Saouari villosa Aubl., em 1775.

## Semelhanças, homonínias e sinônimos
O pequiá diferencia-se do pequi pelos folíolos, que no pequiá são mais finos, de formato oval-oblongo, pontiagudos e sésseis.
Também são chamados pequiá o pequi-vinagreiro (Caryocar edule Casar), que também recebe o nome de pequiá-negro, e o pau-marfim, Balfourodendron riedelianum
Outros nomes populares: pequiarana e pequiá-vermelho.
No Maranhão a planta é chamada grão-de-cavalo, no Amazonas também recebe o nome de amêndoa-de-espinho.

## Etimologia
Pequiá tem origem no tupi antigo peke'a, peki'a ou pike'a. As três variantes estão documentadas.

## Características
O pequiá atinge alturas que variam de 20 a 40 m, e largura de 90 a 180 cm. Há referências a exemplares com mais de 50 m de altura e 5 me de diâmetro (DAP).
Suas folhas têm 6 a 12 cm de comprimento, sendo pecioladas e composta, com folíolos pubescentes na parte superior.
As flores têm formato de "pincel de estames", de cor amarelada. Surge no topo da árvore, em inflorescências. A polinização é auto-compatível, embora mais frequentemente por polinização cruzada, servindo-se de insetos e, principalmente, morcegos, de onde lhe vem a característica de antese noturna.
Sua madeira tem a densidade de 0,93 g/cm³, granulosa, com fibras revessas que dificultam o ataque de lignívoros.

## Uso econômico
Seus frutos são comestíveis. A madeira tem uso em várias funções, como dormentes, caibros, postes, estacas, etc.